# Macromitrium noguchianum
Macromitrium noguchianum là một loài Rêu trong họ Orthotrichaceae. Loài này được W. Schultze-Motel mô tả khoa học đầu tiên năm 1962.